# Дрэя, Крис
Кри́стофер Дрэ́я (англ. Chris Dreja; 11 ноября 1945, Сербитон, Суррей, Англия) — британский гитарист и бас-гитарист, автор песен. Известен как участник группы The Yardbirds.

## Биография
Дрея родился в городе Сербитон и рос неподалёку от Кингстона-апон-Темс, его отец был поляком, поселившимся в Англии. Его брат Стефан случайно познакомился с Энтони Тофэмом и познакомил его с Крисом. В итоге Тофем и Дрэя попали к местному фолк-блюзовому гитаристу Джерри Лоурэну. Локрэн убедил их переключиться с акустических гитар на электрические. Первое их выступление с электрическими гитарами состоялось на местной сцене с Дастером Беннетом и молодым Джимми Пэйджем.
В начале 1963 года Кит Релф и Пол Самвелл-Смит создали группу под названием Metropolitan Blues Quartet, в которую вошли Дрэя и Тофем, а также ударник Джим Маккарти. Название группы скоро сменилось на Blue-Sounds, под которым группа дала несколько концертов в сентябре 1963. В итоге группа назвалась Yardbirds, что являлось отсылкой на прозвище знаменитого джазового саксофониста Чарли Паркера. Вскоре Тофем покинул новосозданную группу по настоянию родителей, считавших, что музыка мешает 16-летнему подростку учиться. На замену ему в октябре 1963 пришёл гитарист Эрик Клэптон, с которым группа достигла первого успеха. Дрэя же оставался членом группы Yardbirds вплоть до её распада в 1968 году и участвовал в записи всех её альбомов. Он также вошёл в состав группы, возрожденной в 1990-е годы.